# Lợn hoang đảo Timor
Lợn hoang đảo Timor (Sus celebensis timoriensis) là 1 phân loài của Sus celebensis, lợn hoang đảo Celebes. Mặc dù được mô tả là một loài riêng biệt, nhưng loài này thực sự là một phân loài của lợn hoang đảo Celebes phân bố tại quần đảo Sunda nhỏ.